# Un certain jour
Pour plus de détails, voir Fiche technique et Distribution.
Un certain jour (titre original : Un certo giorno) est un film italien d'Ermanno Olmi sorti en 1968.

## Synopsis
Un publicitaire remplace son directeur, victime d'un infarctus. Il donne une impulsion commerciale plus agressive à son entreprise. Le nouveau manager semble promis à une belle réussite professionnelle. Or, un jour, il tue accidentellement un piéton sur la route. Cet évènement dramatique remet en cause son avenir et sa vision  de la vie...

## Fiche technique
- Titre du film : Un certain jour
- Titre original : Un certo giorno
- Réalisation, scénario et montage : Ermanno Olmi
- Photographie : Lamberto Caimi - Eastmancolor
- Musique : Gino Negri
- Production : Cinema s.p.a./Ital-Noleggio Cinematografico
- Pays d'origine :  Italie
- Durée : 102 minutes
- Sortie : 4 octobre 1968

## Distribution
- Brunetto del Vita : Bruno, le nouveau directeur
- Lidia Fuortes : la femme intervieweur
- Vitaliano Damioli : Davoli
- Giovanna Ceresa : la comptable
- Maria Crosignani : Elena, l'épouse de Bruno